# Céramique Benlloch
La céramique Benlloch est une production de la manufacture du même nom située à Manises dans la province de Valence en Espagne.

## Historique
La production est développée par Manuel Benlloch à partir des années 1910 pour s'interrompre en 2009 avec la cession des bâtiments d'exploitation.

## Les caractères stylistiques
Essentiellement composée d'articles décoratifs traditionnels, la production de Benlloch se singularise dans les années 1950 avec l'apparition d'un style cubisant initié par la fille du fondateur.

Dans les années 90, divers créateurs céramistes comme Manuel Sánchez-Algora vont produire des pièces originales pour la manufacture.